# Hobbie Ridge
Hobbie Ridge är en bergstopp i Antarktis. Den ligger i Östantarktis. Nya Zeeland gör anspråk på området. Toppen på Hobbie Ridge är 2 444 meter över havet, eller 22 meter över den omgivande terrängen. Bredden vid basen är 0,80 km.
Terrängen runt Hobbie Ridge är kuperad åt sydväst, men åt nordost är den bergig. Trakten är obefolkad. Det finns inga samhällen i närheten. 